# Río Tacuarí
Le río Tacuarí est un cours d'eau uruguayen d'une longueur de 230 km, qui prend sa source dans la Cuchilla Guazunambí, une subdivision de la Cuchilla Grande, au centre du département de Cerro Largo. Il parcourt ce dernier en direction du sud-est en passant au sud de Melo, puis sert de limite avec le département de Treinta y Tres avant de se jeter dans la lagune Mirim. La superficie de son bassin atteint approximativement 3 600 km².
En 2009, une nouvelle espèce de cichlidés – nommée Gymnogeophagus tiraparae – a été découverte dans le bassin des ríos Tacuari et Negro.

## Affluents

### Département de Cerro Largo
- Bañado de Medina
- Arroyo de Los Conventos
- Arroyo Chuy
- Arroyo Malo
- Arroyo de Santos
- Cañada Grande
- Arroyo Piedras Blancas
- Arroyo Mangrullo
- Arroyo Garao
- Arroyo Sarandí de Barcelo
- Cañada del Sauce

### Département de Treinta y Tres
- Cañada del Buey
- Bañado de Stirling
- Bañado de Navarro
- Bañado de las Nutrias

## Étymologie
Tacuarí est le nom d’une herbe utilisée pour la préparation du maté.

## Source
- (es) Cet article est partiellement ou en totalité issu de l’article de Wikipédia en espagnol intitulé « Río Tacuarí » (voir la liste des auteurs).